# 喬巖
喬巖（1538年—？），字巽甫，號魯瞻，河南歸德府商丘縣人，民籍，明朝政治人物。

## 生平
隆庆元年（1567年）丁卯科河南鄉試第六十名舉人，三十四歲中式隆慶五年（1571年）辛未科會試第一百六十八名，三甲第七十名進士。户部觀政，授南宫縣知縣，萬曆三年（1575年）选授陕西道監察御史，四年謫河東鹽運司知事，萬曆五年（1577年）改平陽府推官，升禮部主客司主事。九年歷升员外郎、郎中，十二年升山西按察司副使，整饬井陉兵备，十五年升山西左参政，患病致仕。二十二年（1594年）三月起复山西参政，分守河東，卒于官。

## 家族
曾祖喬福；祖父喬志賢；父喬舉。嫡母朱氏；生母張氏。永感下。兄喬嶽，弟喬嵩、喬崑、喬嵐、喬岢。